# (6084) Bascom
(6084) Bascom est un astéroïde de la ceinture principale.

## Description
(6084) Bascom est un astéroïde de la ceinture principale. Il fut découvert le 12 février 1985 à l'Observatoire Palomar par Carolyn S. Shoemaker et Eugene M. Shoemaker. Il présente une orbite caractérisée par un demi-grand axe de 2,31 UA, une excentricité de 0,24 et une inclinaison de 23,0° par rapport à l'écliptique.

## Compléments